# هيربي وليامز
هيربي وليامز (بالإنجليزية: Herbie Williams)‏ هو لاعب كرة قدم ومدرب كرة قدم بريطاني، ولد في 6 أكتوبر 1940 في سوانزي في المملكة المتحدة. شارك مع منتخب ويلز لكرة القدم. أما مع النوادي، فقد لعب مع سوانزي سيتي.

## وصلات خارجية
- هيربي وليامز على موقع الاتحاد الدولي (مؤرشف)  (الإنجليزية)
- هيربي وليامز على موقع قاعدة بيانات كرة القدم.إي يو (الإنجليزية)
- هيربي وليامز على موقع ناشيونال فوتبول تيمز (الإنجليزية)